# Association pour la promotion des droits civils
 (novembre 2024).
Si vous disposez d'ouvrages ou d'articles de référence ou si vous connaissez des sites web de qualité traitant du thème abordé ici, merci de compléter l'article en donnant les références utiles à sa vérifiabilité et en les liant à la section « Notes et références ».
L' Association pour la promotion des droits civils (en anglais : Association for the Advancement of Civil Rights, AACR) est un parti politique à Gibraltar. 
Fondé en 1942 par Joshua Hassan et Albert Risso, il cherche à protéger les familles de Gibraltar de la Seconde Guerre mondiale.
Albert Risso dirige le parti de 1942 à 1948. Joshua Hassan démissionne en 1987 et est remplacé par Adolfo Canepa qui restera le président du parti jusqu'à sa dissolution en 1992. En 1998, Robert Mor (GSLP) décède et John Piris (AACR) se présente à l'élection partielle pour lui succéder mais n'obtient que 337 voix et c'est Joseph Garcia (GLP soutenu par GSLP) qui est élu.

## Présidents
- Albert Risso (1942-1948)
- Joshua Hassan (1948-1987)
- Adolfo Canepa (1987-1992)

## Résultats électoraux

### Élections législatives
| Année | %      | Sièges |
| ----- | ------ | ------ |
| 1950  |        | 3 / 5  |
| 1953  |        | 3 / 5  |
| 1956  |        | 4 / 7  |
| 1959  |        | 3 / 7  |
| 1964  |        | 5 / 11 |
| 1969  |        | 7 / 15 |
| 1972  |        | 8 / 15 |
| 1976  |        | 8 / 15 |
| 1980  |        | 8 / 15 |
| 1984  | 44,4 % | 8 / 15 |
| 1988  | 29,3 % | 7 / 15 |
| 1992  | 2,1 %  | 0 / 15 |